# Claudio e Isabella
Claudio e Isabella (em inglês:  Claudio and Isabella) é uma pintura a óleo pré-rafaelita de 1850 de William Holman Hunt. É baseado em uma cena do livro Medida por Medida, de William Shakespeare. Nesta cena, Isabella está em dúvida entre escoher sacrificar a vida de seu irmão (que está preso e condenado) ou sacrificar sua virgindade a Angelo em troca d avid do irmão. A imagem de Hunt tenta descrever as emoções tangíveis dos personagens no momento em que essa escolha deve ser feita. Hunt resumiu a moral da seguinte maneira: 'Não farás o mal para que o bem venha'.
A pureza de Isabella é refletida por sua posição vertical, seu hábito branco liso e o sol brilhando através da janela, da qual uma igreja pode ser vista à distância. Seu irmão Claudio, preso à parede, claramente desconfortável na mente e no corpo. Ele se afasta da irmã, envergonhado pelas circunstâncias que os trouxeram para cá e confrontado com o medo de sua própria morte iminente. 
Quando foi exibido pela primeira vez na Academia Real de Arte Dramática, em 1853, foi acompanhado por uma citação da peça: 
É horrível demais!
A vida mundana mais cansada e odiada,
Nessa idade, sofrem penúria e prisão
Pode se deitar na natureza, é um paraíso
Para o que tememos da morte.
Em 1864, Hunt publicou um panfleto anunciando a gravura de Claudio e Isabella, na qual ele resumia a "moral profunda e nobre da imagem", como "Não farás o mal para que o bem venha".

Medida por Medida, Ato III, cena I